# (31986) 2000 HZ27
2000 HZ27 (asteroide 31986) é um asteroide da cintura principal. Possui uma excentricidade de 0.07220250 e uma inclinação de 21.34017º.
Este asteroide foi descoberto no dia 28 de abril de 2000 por LINEAR em Socorro.